# پرانو
پرانو (به ایتالیایی: Perano) یک کومونه در ایتالیا است که در استان کییتی واقع شده‌است.

## خصوصیات
پرانو ۶ کیلومترمربع مساحت و ۱٬۶۷۵ نفر جمعیت دارد و ۲۵۶ متر بالاتر از سطح دریا واقع شده‌است.